# Belvedere (Florenz)

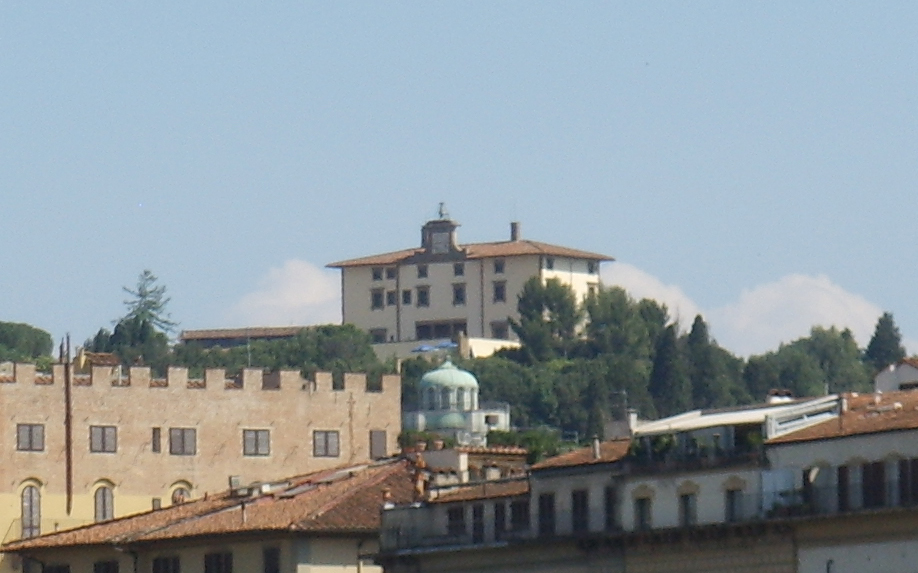
Belvedere

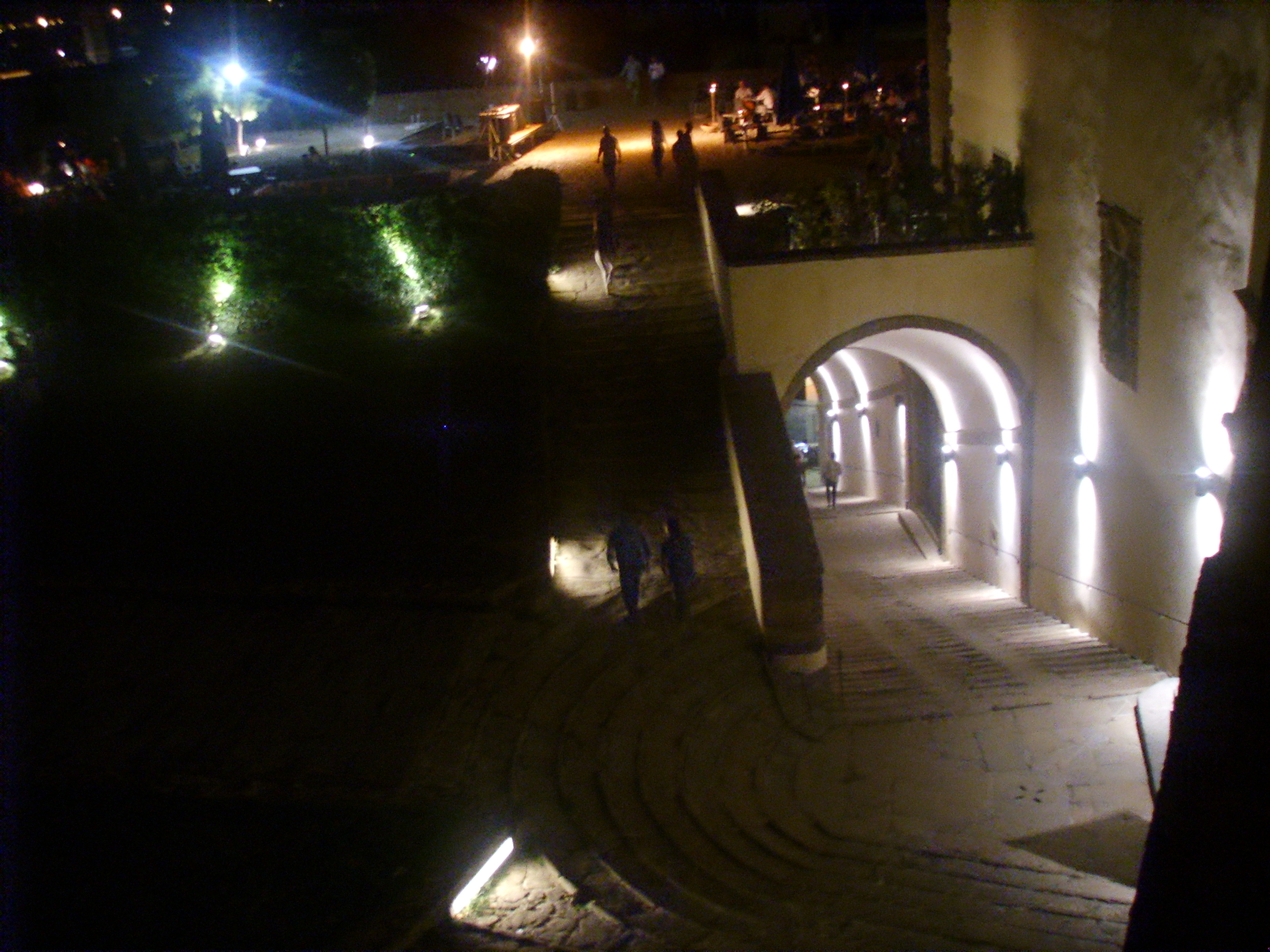
Belvedere bei Nacht

Das Forte di Belvedere (oft einfach Belvedere genannt) in Florenz ist eine der zwei Festungen von Florenz und wurde von Großherzog Ferdinand I. der Toskana von 1590 bis 1595 nach Plänen von Bernardo Buontalenti gebaut, um Florenz und die Herrschaft der Medici über die Stadt zu sichern und zu demonstrieren.
Der Belvedere liegt auf der gleichen Seite des Flusses Arno wie der großherzogliche Palast, der Palazzo Pitti, direkt an den Boboli-Garten dahinter anschließend, und bietet Ausblick über die Stadt. Die Gebäude wurden gelegentlich als Ausstellungsort genutzt.

## Geschichte

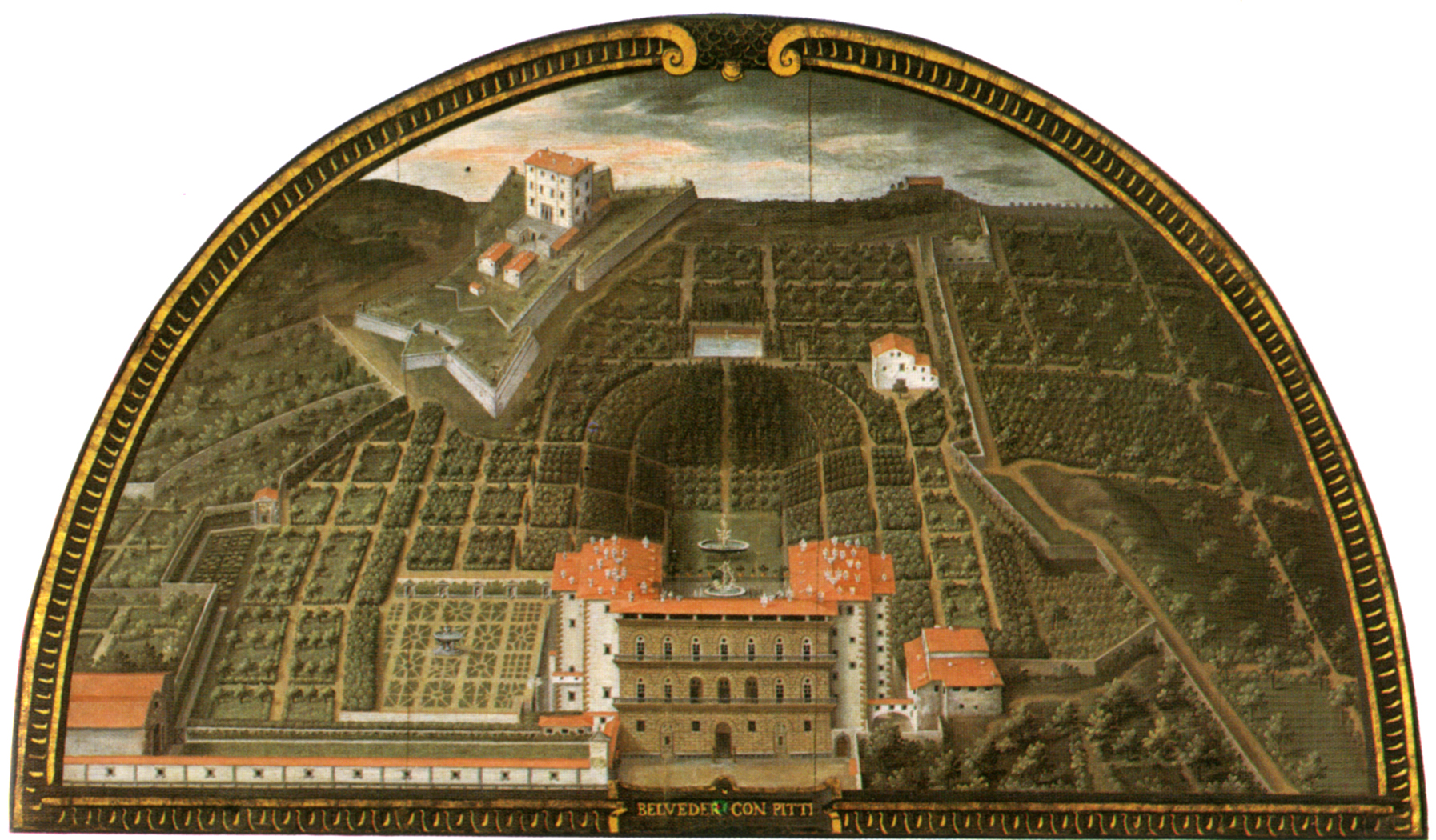
Forte Belvedere che domina il Boboli-Garten und Palazzo Pitti. Lunette von Giusto Utens (1599), Museo di Firenze com’era

Der Bau dieser Festung fand in innenpolitisch einigermaßen gesicherter Lage statt und sollte vor allem die großherzogliche Macht demonstrieren. Im Inneren der mächtigen Bastionsbefestigung errichtete Buontalenti eine elegante Medici-Villa, den Palazzetto del Belvedere, dem auch ein Lunettenbild des Giusto Utens gewidmet ist.
Während der Pestepidemie 1600 residierte der Großherzog hier.

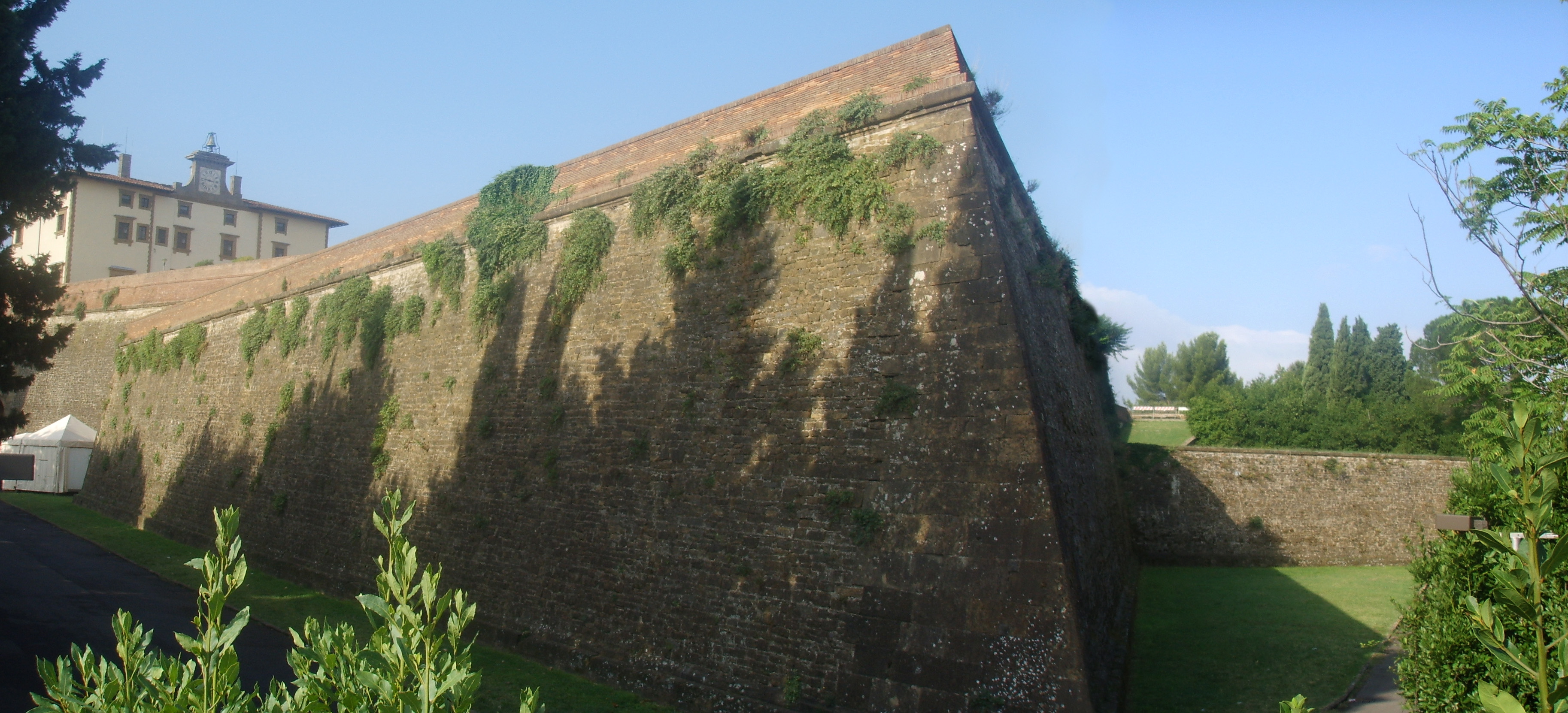
Eine Bastion

Nach lange dauernder militärischer Nutzung wurde das Belvedere im 19. Jahrhundert der Öffentlichkeit zugänglich gemacht. Im 20. Jahrhundert endete eine lange Schließperiode 1951, allerdings nur für Sonderausstellungen, die von Künstlern wie Henry Moore und Fernando Botero bis zur Automarke Ferrari reichten. In den letzten Jahren kam es infolge zweier tödlicher Abstürze von Besuchern wieder zur Schließung des Festungsgeländes. Aktuell ist der Besuch wieder möglich.